# 61. Kurentovanje (2021)
Kurentovanje 2021 (“Spoštujmo tradicijo, obujajmo spomine”) je bil enainšestdeseti uradni ptujski karneval, ki je zaradi pandemije potekal virtualno in spontano med 6. in 16. februarjem.
Organiziral ga je Zavod za turizem Ptuj v sodelovanju z Javnimi službami Ptuj, Komunalnim podjetjem Ptuj, Mestno občino Ptuj in v partnerstvu z Zvezo društev Kurentov ter Svetom princev karnevala. Poleg letos uradno izpeljanega zgolj spletnega kurentovanja, so vseeno v svoji režiji, a v manjšem obsegu, izpeljali 3 spontano izvedene žive dogodke po središču mesta; osrednjo nedeljsko povorko, dan kurentovih skupin in pokop pusta z kar lepim število m obiskovalcev. Obraz kurentovanja je bil Tadej Toš.

## Tradicionalni spored kurentovanja

### Uvod v pustni čas
Običajno na Zokijevi domačiji, tokrat pa je vsak Kurent ob polnoči zazvonil pri sebi doma.
| Od   | Dogodek                      | Dan                                                                                   | Obisk   |
| ---- | ---------------------------- | ------------------------------------------------------------------------------------- | ------- |
| 2001 | 21. kurentov (korantov) skok | Polnočno obredje ob ognju na Zokijevi domačiji v Budini (Svečnica – 2. na 3. februar) | Zasebno |

### Glavni tradicionalni dogodki
| Od                                  | Dogodek                               | Dan                      | Obisk     |
| ----------------------------------- | ------------------------------------- | ------------------------ | --------- |
| Etnografski in karnevalski sprevodi |                                       |                          |           |
| 1998                                | 24. otvoritvena etnografska povorka   | predpustna sobota (6.2.) | virtualno |
| 2017                                | 5. dan kurentovih (korantovih) skupin | pustna sreda (10.2.)     | spontano  |
| 1960                                | 61. mednarodna karnevalska povorka    | pustna nedelja (14.2.)   | spontano  |
| 1960                                | 61. pokop pusta                       | pustni torek (16.2.)     | spontano  |

### Večerni prikazi ptujskih etnografskih likov
Vsakodnevni večerni prikazi etnografskih ptujskih pustnih likov (Pokači, Ruse, Bada deda nosi, Jürek in rabolj, Ploharji, Kopjaši, Vile, Medved..) so odpadli. Se je pa manjša skupina kurentov vsak večer, na kratko brez gledalcev, zbrala pred mestno hišo in zaplesala obredni ples v krogu.

### Nočni spektakel in mestni pustni korzo
Letos nista bila niti del uradnega spletnega kurentovanja, niti teh dveh povork niso v nobeni obliki ljudje izpeljali spontano.

### Spremljevalni program
| Od   | Dobrodelni kuharski dogodek | Dan                      | Obisk     |
| ---- | --------------------------- | ------------------------ | --------- |
| 2006 | 16. Obarjada                | predpustna sobota (6.2.) | virtualno |

| Od   | Slikarstvo     | Slikarstvo         | Dan                      |
| ---- | -------------- | ------------------ | ------------------------ |
| 2009 | 13. Ex tempore | Likovna kolonija   | predpustna sobota (6.2.) |
| 2009 | 13. Ex tempore | Otvoritev razstave | pustna sobota (13.2.)    |

## Uradni spletno izveden program
Zaradi težkih razmer, globalne pandemije covid-19, letos ni bilo nobene uradno organizirane javne prireditve z obiskovalci in tudi brez karnevalske dvorane in zabavno glasbenega dela. So pa na spletu z arhivskimi fotografijami in posnetki obujali spomine na preteklih 60. let Kurentovanja. 

### Letošnje novosti
- Virtualni Ex- tempore (glavno nagrado je dobil Albert Messner iz Avstrije za delo "Maškerada")[5]
- V sodelovanju z Zvezo društev kurentov so predstavili nov letnik Mistik
- Predstavili so nov videospot Pihalnega orkestra Ptuj
- Predstavili so novo znamko Filatelističnega društva Ptuj
- Simbolno so predstavili novega princa karnevala
- Interaktivna spletna igra »Kurentova simfonija«

## Neorganiziran spontano izveden program

### 21. Kurentov skok (2.2.–3.2.)
Zvonko Križaj (Matevž Zoki II) je hotel obuditi običaj iz otroštva, ko so si njegov oče in sosedje ob Svečnici točno ob polnoči, prvič nadeli zvonce.
Je obredni ples kurentov ob ognju, ki se zgodi vedno na Svečnico, točno ob polnoči na prehodu iz 2. na 3. februar, ki si ga je 2. karnevalski princ Matevž Zoki II. leta 2001 izmislil, oziroma obudil star običaj iz svojega domačega okoliša. Zato vse od tedaj na njegovi domačiji v Budini, nedaleč stran od Ptujske rance in tik pod Ptujskim jezerom, zdaj že tradicionalno vsako leto ta čas poteka ta dogodek. Na njem se zbere tudi več sto kurentov in je uvod (čeprav neuraden) v celotno pustno dogajanje, saj je to povsem samostojen in ločen ljudski dogodek, ki ni povezan z uradnim karnevalom. Za ta dogodek je značilno, da si kurenti ne nadenejo kožuha in maske, ampak si dajo gor le zvonce, ježevke in gamaše.
Letos ni bilo organiziranega kurentovega skoka. So pa kurenti zvonili na svečnico zasebno, vsak pri sebi ali v manjših skupinah.

### 24. Otvoritvena etnografska povorka (6.2.)
Medcelinsko srečanje etnografskih pustnih likov poteka že od leta 1998, zmeraj na predpustno soboto dopoldan ob 11. uri, kot otvoritvena povorka v 11 dnevno karnevalsko pustno dogajanje. Na njem nastopajo samo tradicionalni etnografski pustni liki iz več evropskih držav. Poleg naših domačih likov kot so kurenti (koranti), baba nosi deda, pokači, ploharji, ruse, piceki, nagajivi medved, orači, vile in pustni plesači, nastopajo še tradicionalne pustne šeme iz tujine kot so Avstrija, Italija, Severna Makedonija, Bolgarija, Hrvaška itd. 
Letos je bila zaradi izrednih razmer otvoritvena povorka virtualna. Tudi predaja županje ključa mestne hiše princu karnevala je bila zgolj spletna. Je pa Tadej Toš po mestnih ulicah kot uradni obraz letošnjega spletnega Kurentovanja izvedel solo etnografsko povorko kot haloški korant.

### 5. Dan kurentovih skupin (10.2.)
Kljub omejitvam so se na pustno sredo večer v mestu spontano zbrale skupine kurentov in pred mestno hišo zaplesali obredni ples v krogu.

### 16. Obarjada (13.2.)
Od 2006 se na predpustno soboto, na pobudo Slavka Visenjaka iz Perutnine Ptuj, istočasno z otvoritveno etnografsko povorko na Novem trgu (prej na dvorišču Ptujske kleti, Minoritskega samostana in Mestne tržnice) odvija dobrodelna piščančja "Obarjada", kjer vsako leto kuhajo obaro, ki jo vsako leto organizira Lions klub. Izkupiček od prodaje več tisoč prodanih obar gre v dobrodelne namene, prvotno namenjen slepim in slabovidnim.
16. Obarijada zapovrstjo je imela tokrat le dobrodelno noto, brez druženja in tekmovalnega dela, ki ga bodo izvedli še letos takoj ko bo mogoče. Ta običajno poteka na otvoritveni dan kurentovanja na predpustno soboto, letos izjemoma na pustno soboto. Poleg kuhanja obrokov obare, ki so ga razdelili med domačine, so s pomočjo Lions kluba Ptuj in raznih donatorjev večjih ptujskih podjetij, zbrali 12,000 evrov.
Vselej je na predpustno soboto, letos izjemoma na pustno soboto. Obiskovalcev ni bilo, pa tudi prestavljeno je bilo v restavracijo Pan v Kidričevo.

### 61. Mednarodna karnevalska povorka (14.2.)
Osrednja mednarodna karnevalska povorka je vrhunec vsakoletnega kurentovanja, ki poteka na pustno nedeljo popoldan. Na njej pa nastopa po več tisoč etnografskih in ostalih pustnih mask, tako domačih kot številnih šem iz ostalih evropskih držav, najboljše maske pa so tudi nagrajene. Na njej se zbere v povprečju 50.000 obiskovalcev iz vseh koncev Slovenije, pa tudi iz tujine. To je ena največjih in najpomembnejših povork v Evropi in svetu. V letu 2011 pa se je na glavni mednarodni nedeljski povorki zbralo kar 65.000 ljudi, absolutni rekord, ki še do danes ni bil presežen.
14. februrarja, na pustno nedeljo, je bila povorka zaradi pandemije odpovedana, uradno organizirana le virtualno, zato pa so preko spleta in lokalnih televizij ponudili etnografsko zabavni TV program, katerega sta zabaven način pokomentirala Tadej Toš in Špela Keržišnik.
A se je popoldan po starem mestnem jedru neorganizano (brez postavljenih ograj) sprehodilo nekaj skupin po več deset kurentov (tudi Tadej Toš), v čudovitem sončnem vremenu pa se je kljub vsemu, spontano zbralo več tisoč gledalcev, predvsem na Mestni tržnici in pred Mestno hišo. Tudi sama trasa je bila nekoliko skrajšana in tudi časovno krajša; a ker so nastopali samo kurenti, ni bilo niti ostalih etnografskih mask in tudi ne karnevalskih in nobenih mednarodnih mask, je povorka trajala le slabih 20 minut, običajno pa traja tam nekje med 2 in 3 urami.

### 61. Pokop pusta (16.2.)
Pokop pusta poteka na pustni torek, kot pred mestno hišo s sežigom tudi uradno pokopljejo pusta. Sredi poldneva se na Ptuju zapre večino uradov in trgovin, številni Ptujčani pa se našemljeni podajo na ulice nabito polnega starega mestnega jedra, kjer cel dan ob dobri glasbi rajajo do jutra. 
Letos pokopa pusta ni bilo, uradno je bil organiziran le virtualno. Za uradni spletni zabavni video z naslovom "Pustni tošek" je poskrbel kralj ptujske komedije Tadej Toš, v katerem je na svoj način delil svoje vtise iz letošnjega nenavadnega kurentovanja. Sprva je bilo predvideno, da bo snemal v studiu, a se je zaradi rahljanja ukrepov v živo sprehodil po središču mesta in komentiral dogajanje.
Kljub vsemu so ljudje spontano, popoldan v res lepem številu, sploh veliko mladih je bilo, bili so tudi namaskirani, v mesto pa so prišli v lastni režiji, povsem spontano in spremljali nastop nekaj 10 skupin korantov iz okoliških vasi in se zabavali do poznih večernih ur.

## Karnevalska dvorana
Zabavno glasbeno komercialni del Kurentovanja (ločeno od etnografskih in karnevalskih sprevodov), je zaradi korone tokrat v celoti odpadel.

## Ocenjevanje naj krofov in okrasitve
Posebna pozornost bo namenjena tudi angažmaju lokalnega prebivalstva za sodelovanje na dveh nagradnih ocenjevanjih. V sodelovanju Zavoda za turizem Ptuj in Kmetijsko gozdarskega zbornice Slovenije-Zavod Ptuj bo potekalo ocenjevanje v dveh kategorijah za:
- naj ptujski pustni krof, na katerem se bodo za nagrade in laskav naslov lahko potegovali tako ljubiteljski kot profesionalni peki krofov.
- za najboljšo pustno okrasitev, pa bodo nagrajene najbolj izvirne okrasitve zunanjosti hiš ali stanovanj in njihove okolice.

## (Ne)nagrajene maske
Nagrade za najbolj izvirno karnevalsko masko, ki jih podeljujejo nepretrgoma že od 1961 naprej (z izjemo leta 1960), tako prvič ne boodo podeljene.

## Etnografski liki
Avtohtoni etnografski liki iz Ptujskega polja, Dravskega polja ter z območja Haloz:
| - "Kurent" ali "Korant" (glavni etnografski lik) - "Pustni plesači" (Pobrežje, Videm) - "Pokači" (za srečo in blagostanje) - "Ploharji" (za čaranje plodnosti) - "Orači" (zarišejo magični krog) - "Hudič" (bojte, bojte, prihaja) - "Kopjaš" (ženitni lik) - "Cigani" (Dornava) | - "Moža išče kopanja" (slamnata nevesta) - "Kurike in piceki" (za dobro letino) - "Nagajivi medved" (Ptujsko polje) - "Baba deda nosi" (duhovi rajnih) - "Jürek in rabolj" (Haloze) - "Vile" (Zabovci) - "Ruse" (Ptujsko polje) |  |

## 18. Princ karnevala
Vitez Hinko Sodinski, plemeniti Gall izbran na Martinovo 2020, točno ob 11:11 uri, je bil tokrat izjemoma inavguriran na ptujskem gradu (in ne pred mestno hišo), že 18. princ karnevala, je prvotno dobil dvoletni mandat (2021 in 2022), a so mu ga zaradi pandemije podaljšali še za eno leto.
Ptujska županja zaradi razmer princu ni predala ključa mestne hiše fizično, ampak le virtualno preko spleta, ki je mestu "vladal" 11 dni.

## Neorganizirana trasa

### Mednarodna karnevalska povorka (14.2.)
- Potrčeva (Ožbalt) – Raičeva – UE Ptuj – Slomškova – Miklošičeva – Mestni trg – Krempljeva – Minoritski trg (konec)

## Arhivski posnetki in obujanje spominov
- Kurentovanje 1975 – mestna tržica (Associated Press)[22]
- Mitologija kurenta – prikazuje 1960ta, 1970ta, 1980ta, 1990ta (RTV Slovenija)[23]

## Bližnji etnografski fašenki

### V okolici Ptuja
| #                                       | Povorka  | Dan          | Od   |
| --------------------------------------- | -------- | ------------ | ---- |
| Uradno organiziran, a kasneje odpovedan |          |              |      |
| 29.                                     | Cirkovci | pustni torek | 1993 |

- 29. Cirkovški fašenk (Cirkovce) je bil edini fašenk daleč naokrog, ki je bil kljub pandemiji organiziran in zamišljen kot običajna povorka in fašenk, a so ga na koncu uradno odpovedali in tako ni bilo ne uradno organizirane povorke, ne karnevalskega bala v šotoru in ne kronanja carja.

Tako do zadnjega ni bilo znano ali povorka vseeno bo ali ne. In tako je fašenski odbor z geslom pozval občane »Ludi, larfe gor« naj sami pripravijo spontano povorko in so jo. Saj je folklorna skupina Vinko Korže Cirkovce prikazala ženitveni ples z orači in kurenti.
- Markovci, Cirkulane, Videm pri Ptuju in Majšperk fašenka sploh niso organizirali. Po nekaterih vaseh so zase nastopile posamezne maske.